# Evridiki (Vorname)
Evridiki (griechisch: Ευρυδικη) ist ein Vorname.

## Herkunft und Bedeutung
Evridiki ist ein vor allem im Griechischen verwendeter weiblicher Name. Er ist eine moderne Form von Eurydice.

## Bekannte Namensträgerinnen
- Evridiki Theokleous (* 1968), zyprische Sängerin